# Хотан (область)
37°06′33″ пн. ш. 79°55′29″ сх. д. / 37.10913° пн. ш. 79.92484° сх. д.
Хотан (кит.: 和田地区; також Hotan) — адміністративна одиниця другого рівня у складі Сіньцзян-Уйгурського автономного району, КНР. Центр префектури і найбільше місто — Хотан.
Префектура межує з Індією (територія Ладакх) на південному заході.

## Адміністративний поділ
Префектура поділяється на 1 місто і 7 повітів:
| Карта                                                | Карта   | Карта    | Карта            |
| ---------------------------------------------------- | ------- | -------- | ---------------- |
| Гума Хотан Каракаш ① Лоп Чира Юйтянь Міньфен ① Хотан |         |          |                  |
| Статус                                               | Назва   | Оригінал | Населення (2010) |
| Місто                                                | Хотан   | 和田市   | 322 300          |
| Повіт                                                | Гума    | 皮山县   | 258 210          |
| Повіт                                                | Каракаш | 墨玉县   | 500 114          |
| Повіт                                                | Лоп     | 洛浦县   | 232 916          |
| Повіт                                                | Міньфен | 民丰县   | 33 932           |
| Повіт                                                | Хотан   | 和田县   | 269 941          |
| Повіт                                                | Чира    | 策勒县   | 147 050          |
| Повіт                                                | Юйтянь  | 于田县   | 249 899          |